# ランダル・ウォレス
ランダル・ウォレス（Randall Wallace, 1949年7月28日 - ）は、アメリカ合衆国の映画監督、映画プロデューサー、脚本家。

## 主な作品
- ブレイブハート Braveheart （1995年） 脚本
- ダークエンジェル/暗黒の殺人連鎖 Dark Angel （2006年） ストーリー原案
- 仮面の男 The Man in the Iron Mask （1998年） 脚本・監督・製作
- パール・ハーバー Pearl Harbor （2001年） 製作総指揮・脚本
- ワンス・アンド・フォーエバー We Were Soldiers （2002年） 監督・脚本・製作
- セクレタリアト/奇跡のサラブレッド Secretariat （2010年） 監督
- 天国は、ほんとうにある Heaven Is for Real （2014年） 監督・脚本